# Головин, Александр Сергеевич (футболист)
Алекса́ндр Серге́евич Голови́н (род. 30 мая 1996, Калтан, Кемеровская область) — российский футболист, полузащитник французского клуба «Монако». Заслуженный мастер спорта России (2018).

## Биография
Александр Головин родился в шахтёрской семье в городе Калтан. Отец — Сергей Владимирович Головин — работал экспедитором. Дед Александра, чуваш по национальности, уроженец Яльчикского района Чувашской АССР. Мать работала бухгалтером. Сергей с детства дружил с Александром Плясуновым, работавшим тренером местной ДЮСШ. Когда Александру было 6 лет, отец привёл его к Плясунову, который принял его в эту спортивную школу. Оттуда он перешёл в футбольную школу клуба «Металлург-Кузбасс» и училище Олимпийского резерва (Ленинск-Кузнецкий). Головин увлекался не только футболом: отлично играл в теннис и шахматы, катался на лыжах, коньках и сноуборде. В 10 лет ездил на просмотр в московский «Спартак», но тогда он не подошёл клубу.
Когда Головин выступал в «Металлурге», его пригласили в состав сборной Сибири, которая проводила турнир в Крымске. Там полузащитник обратил на себя внимание скаутов московского ЦСКА, пригласивших его в клуб.

## Клубная карьера

### ЦСКА
В октябре 2012 года перешёл в ЦСКА. Дебютировал в команде 24 сентября 2014 года в 1/16 финала Кубка России против «Химика» (Дзержинск) (2:1). Вышел в стартовом составе, был заменён на 88 минуте.
14 марта 2015 года сыграл свой первый матч в рамках чемпионата России, выйдя на замену на 72-й минуте матча против «Мордовии» (4:0). Вскоре Леонид Слуцкий допустил его до тренировок с основным составом. В сезоне 2015/16 впервые появился на поле в 3-м туре чемпионата России 1 августа в матче с «Анжи» (1:0), заменив на 87-й минуте Зорана Тошича. Дебютировал в Лиге чемпионов в матче против чешской «Спарты» (3:2) 5 августа 2015 года, выйдя на замену в концовке матча вместо Алана Дзагоева.

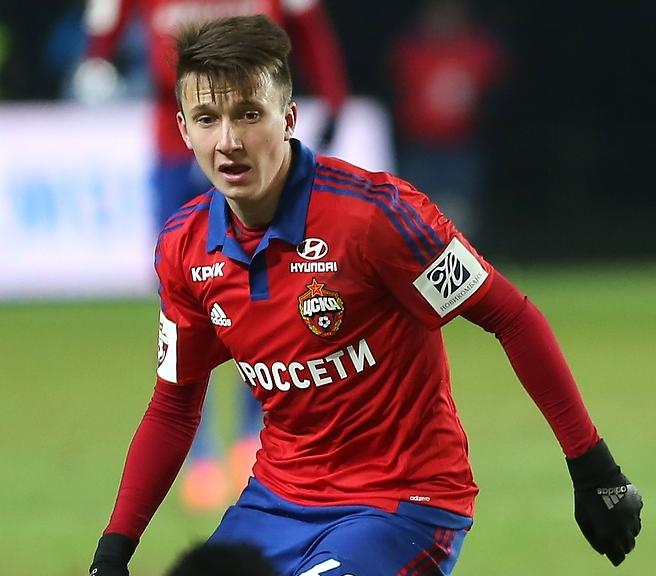
Головин в составе ЦСКА

Весеннюю часть чемпионата начал в качестве основного игрока армейцев, выиграв конкуренцию у Романа Широкова. 9 апреля 2016 года Головин забил первый гол за ЦСКА, поразив ворота «Мордовии». Первый дубль за основной состав ЦСКА оформил в матче против «Краснодара» в рамках Кубка России 20 апреля и помог команде выйти в финал турнира, где ЦСКА со счётом 1:4 уступил «Зениту». В том же сезоне вместе с командой стал чемпионом России, выиграв первый трофей с ЦСКА. Летом 2017 года лондонский «Арсенал» предложил за Головина 8 миллионов фунтов, но получил отказ.
В сезоне 2016/2017 стал одним из лидеров команды. В сентябре 2016 года попал в число претендентов на награду Golden Boy, но в итоге не был включён в десятку лучших молодых футболистов Европы. 28 ноября стал обладателем премии лучшему молодому игроку «Первая пятёрка». 84 из 100 опрошенных человек поставили его на первое место, всего он набрал 277 баллов. 2 декабря продлил контракт с ЦСКА до 2021 года. В чемпионате России сыграл все 30 матчей, забив в них три гола. По количеству игровых минут Головина опередили восемь игроков чемпионата, а из полевых футболистов больше времени на поле провели лишь Денис Кулаков, Марио Фернандес, Андреас Гранквист, Петр Занев и Дмитрий Стоцкий.
Осенью армейцам приходилось непросто — Роман Ерёменко получил дисквалификацию за кокаин, а Дзагоев пропустил из-за травмы октябрь и ноябрь. Так Головин стал центральной фигурой в армейской середине поля, помогая Понтусу Вернблуму. В мае 2017 года вошёл в список 33 лучших игроков чемпионата России.
Во 2 туре чемпионата 2017/2018 в жёстком столкновении с Головиным получил серьёзную травму нападающий московского «Локомотива» Ари, и это вызвало негативную реакцию со стороны представителей «Локомотива». Главный тренер Юрий Сёмин подтвердил: он сказал Головину, «что нельзя так прыгать в ноги. Ари закрывал мяч, и до него было не добраться». Председатель совета директоров «Локомотива» Анатолий Мещеряков заявил: «Я считаю, что на такие вещи, особенно в моменте с Ари, надо обращать более жёсткое внимание судьям, потому что там был прямой прыжок в ноги, за который надо было наказывать не только жёлтой карточкой» (Головин получил жёлтую карточку на 82-й минуте, за три минуты до замены Ари, которого уносили с поля на носилках).
Новый сезон Головин начал хорошо, забив в 1-м и 3-м турах чемпионата России в ворота «Анжи» (3:1) и «СКА-Хабаровска» (2:0) и отдав несколько важных голевых передач. В августе 2017 года болельщики признали Головина лучшим игроком команды в июле. Хавбек набрал 36 % голосов и обошёл защитника Алексея Березуцкого (13 %) и нападающего Витиньо (12 %). 1 декабря поучаствовал в домашнем разгроме «Тосно» (6:0), забив гол на 58-й минуте, и не реализовал одиннадцатиметровый удар на 78-й минуте. 3 марта 2018 года в игре чемпионата с «Уралом» (1:0) провёл 100-й матч за клуб. 15 марта забил дебютный гол в еврокубках в ворота французского «Лиона» (3:2), в рамках 1/8 финала Лиги Европы УЕФА. По итогам зрительского голосования был признан лучшим игроком недели в Лиге Европы. За россиянина проголосовали 89 % болельщиков. В марте авторитетное итальянское спортивное издание Sport Mediaset включилось Головина в рейтинг самых талантливых молодых игроков, которых можно будет увидеть на ближайшем чемпионате мира. Среди сильных сторон Головина издание отметило такие качества, как прекрасное видение поля и техника работы с мячом. В этом же месяце болельщики назвали полузащитника лучшим футболистом команды в феврале и марте. 5 апреля в матче против лондонского «Арсенала» (1:4) в рамках 1/4 финала Лиги Европы УЕФА на 15-й минуте забил великолепный гол со штрафного, но это не помогло ЦСКА пройти в полуфинал (3:6 по сумме двух матчей). 6 мая в 29-м туре чемпионата России поучаствовал в домашнем разгроме тульского «Арсенала» (6:0). В этом матче Головин забил гол, протащив мяч с центра поля и обыграв двух защитников и вратаря, а также отметился голевой передачей на Фёдора Чалова. По итогам сезона 2017/18 вошёл в список лучших молодых игроков Лиги Европы. На его счету было два забитых мяча в пяти матчах плей-офф. В конце чемпионата был признан болельщиками лучшим игроком ЦСКА в сезоне. Головин набрал по итогам опроса 49 % голосов. В том сезоне Головин принял участие в 43 матчах, забил 7 мячей и сделал 7 голевых передач. В июне 2018 года попал в десятку самых запрашиваемых российских футболистов в Рунете. Согласно данным «Яндекса», имя полузащитника с июля 2017 года по апрель 2018 года запрашивалось 0,11 миллионов раз.[значимость факта?]

### «Монако»
16 июля 2018 года вице-президент «Монако» Вадим Васильев сообщил о желании заключить с Головиным контракт. 27 июля 2018 года было официально объявлено о его переходе в «Монако», контракт был рассчитан на 5 лет с зарплатой около 2 миллионов евро в год. Сумма трансфера составила 30 миллионов евро, что стало рекордно дорогим для российских футболистов. Также трансфер Головина оказался третьим по цене среди игроков, которых российские клубы когда-либо продавали за границу. Ранее на Александра претендовал «Наполи», когда главным тренером команды был Маурицио Сарри. После его перехода в «Челси» лондонский клуб также пытался приобрести Головина. В число претендентов на него также входил «Ювентус».
5 августа 2018 года провёл первую тренировку в составе «Монако». 8 августа 2018 года получил травму, не успев дебютировать в стартовом составе. 20 августа 2018 года был представлен в качестве игрока «красно-белых».
10 сентября 2018 года вернулся к тренировкам в общей группе. 20 сентября 2018 года Головин попал в заявку на матч с «Нимом» и вышел в этой игре на замену на 70-й минуте. Матч закончился результативной ничьей 1:1. 25 сентября 2018 года в матче 7-го тура чемпионата против «Анже» (0:1) Головин впервые вышел в стартовом составе «монегасков» и провёл на поле все 90 минут. 3 октября 2018 года впервые вышел в стартовом составе «Монако» в Лиге чемпионов против «Боруссии» из Дортмунда (0:3). 7 октября 2018 года в матче против «Ренна» в чемпионате Франции Головин сделал первую голевую передачу за «Монако», однако клуб снова уступил (1:2), продлив свою безвыигрышную серию до десяти матчей. 16 декабря 2018 года в матче 18-го тура против «Лиона» (0:3) получил прямую красную карточку, которая стала первой в карьере. 29 января 2019 года забил дебютный гол за «Монако» в матче полуфинала Кубка французской лиги против «Генгама» (2:2, пен. 4:5), а уже 2 февраля 2019 года забил первый мяч в чемпионате, открыв счёт в матче с «Тулузой» (2:1). 21 апреля 2019 года забил свой второй гол в чемпионате — против «Пари Сен-Жермен» (1:3). 18 мая 2019 года забил третий гол в чемпионате, поразив ворота «Амьена», а также сделал результативную передачу на Радамеля Фалькао, тем самым помог «Монако» спастись от вылета в Лигу 2. В ноябре 2019 года был признан болельщиками лучшим игроком месяца. Головин набрал 68,5 % голосов и обошёл вратаря Бенжамена Лекомта (12 %) и нападающего Виссама Бен Йеддера (8 %). 13 марта 2020 года продлил контракт с французским клубом до июня 2024 года. В апреле по версии американского издания был назван самым прогрессирующим игроком Лиги 1. По итогам сезона вошёл в символическую сборную чемпионата. Также в мае был номинирован французским изданием L’Equipe на роль лучшего плеймейкера Лиги 1 и в итоговом опросе занял 3-е место.
30 августа 2020 года в матче 2-го тура против «Метца» (1:0) получил травму и был заменён на 16-й минуте игры. Восстановление от травмы в итоге заняло более четырёх месяцев. 6 января 2021 года впервые после травмы вышел на поле в матче 18-го тура чемпионата против «Лорьяна» и сразу забил гол, внеся вклад в победу своей команды (5:2). Головин забил второй мяч команды на 64-й минуте спустя 10 секунд после появления на поле. Это был самый быстрый гол в исполнении вышедшего на замену футболиста в чемпионате Франции с 20 октября 2007 года. 7 февраля впервые в карьере сделал хет-трик, забив три гола в матче чемпионата против клуба «Ним» (4:3), а также отметившись голевой передачей.
1 мая 2022 года в домашнем матче с «Анже» (2:0) провёл свой 100-й матч в чемпионате Франции.
18 сентября в 8-м туре чемпионата Франции забил свой первый гол в сезоне 2022/23 в ворота «Реймса» (3:0). 30 октября в своём 150-м матче за «Монако» забил гол в ворота «Анже» (2:0). 6 ноября забил свой 20-й гол за клуб в матче чемпионата против «Тулузы».
11 февраля 2023 года забил гол в ворота «ПСЖ», благодаря чему с 19-ю голами вышел на первое место в списке российских бомбардиров в чемпионатах Франции (обойдя Александра Мостового). 19 февраля отметился голом в ворота «Бреста» — уже шестым в сезоне — и побил личный рекорд результативности в чемпионатах за сезон за всю карьеру (ранее не забивал больше пяти). В общей сложности в сезоне 2022/23 Лиги 1 забил 8 голов и отдал 7 ассистов.
В апреле 2023 года интернет-портал Transfermarkt назвал Александра Головина самым дорогим российским футболистом, оценив рыночную стоимость полузащитника в 25 миллионов евро.
17 сентября 2023 года в матче чемпионата против «Лорьяна» (2:2) отдал гол и ассист, а на 66-й минуте после замены Виссама Бен-Йеддера впервые надел капитанскую повязку «Монако» в официальном матче.
3 ноября 2023 года против «Монпелье» (2:0) провёл свой 150-й матч в чемпионате Франции.
По итогам первой половины сезона 2023/24 был признан лучшим игроком «Монако» и вошёл в символическую сборную лучших футболистов чемпионата Франции по версии L’Equipe. Головин также попал в число номинантов в сборную лучших игроков 2023 года по версии футбольного симулятора EA Sports FC 24.
10 марта 2024 года провёл 200-й матч за «Монако» — в чемпионате против «Страсбура». В мае Головин вошёл в команду сезона Лиги 1 по версии FC 24.
По итогам сезона 2023/24 Головин вместе с «Монако» стал серебряным призёром Лиги 1 и вошёл в символическую сборную сезона чемпионата Франции по версии статистического портала WhoScored. 4 октября 2024 года он продлил контракт с клубом до 2029 года.
В декабре вошёл в символическую сборную Лиги 1 по итогам 2024 года по версии статистического портала Sofascore со средней оценкой 7,53 балла за матч.

## Карьера в сборной
За юношескую сборную России до 17 лет дебютировал 23 марта 2013 года в матче отборочного цикла юношеского чемпионата Европы 2013 против словенцев. В финальном турнире он провёл все матчи, а его сборная стала чемпионом Европы, после чего Головин, как и вся команда, получил звание мастера спорта России. Также участвовал в юношеском чемпионате мира 2013, на котором забил один мяч в ворота Венесуэлы (4:0), а сама сборная России дошла до стадии 1/8 финала.

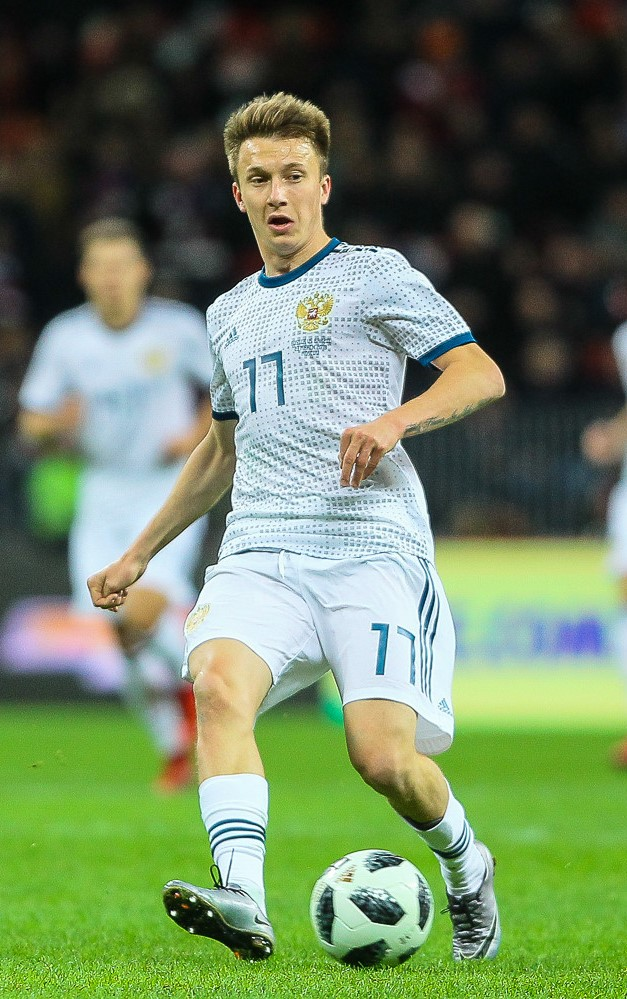
Головин в составе сборной России

В июне 2015 года был вызван в состав национальной сборной России для подготовки к матчу отборочного турнира чемпионата Европы-2016 с Австрией и товарищеской встрече с Беларусью. 7 июня в матче с Беларусью дебютировал за сборную: во втором тайме вышел на поле, заменив Романа Широкова. На 77-й минуте забил дебютный гол за сборную (4:2). В следующем матче против Литвы отличился вторым голом за сборную (3:0).
Был вызван в сборную для участия в чемпионате Европы 2016 года, где принимал участие в каждом из матчей группового этапа, но результативными действиями отличиться не сумел. Перед турниром британское издание Sky Sports включило полузащитника в топ-10 самых интересных молодых игроков Евро-2016.
7 июня 2017 года был включён в заявку сборной России на Кубок конфедераций. За три дня до старта турнира ФИФА назвала Головина наряду с Алексеем Миранчуком и Георгием Джикией «новой надеждой сборной России».
Был вызван в состав сборной на чемпионат мира 2018 России. Французская газета «Le Monde» включила Головина в список самых талантливых молодых игроков турнира. В стартовом матче чемпионата мира с Саудовской Аравией (5:0) забил со штрафного 5-й гол в матче на последней добавленной минуте матча, ставший его третьим голом за сборную, а также стал автором двух голевых передач. По итогам игр группового этапа был включён в символическую сборную английских «The Guardian» и The Telegraph, а также французского издания L’Équipe. В матче 1/8 финала против Испании Головин, сыграв на поле все 120 минут, в послематчевой серии пенальти реализовал свой удар. В проигранном в серии пенальти матче 1/4 финала против Хорватии был заменён в дополнительное время на Алана Дзагоева.
21 марта 2019 года в первом матче сборной России в рамках отборочного цикла к чемпионату Европы 2020 года, в котором команда играла на выезде против сборной Бельгии, Головин был удалён на 90-й минуте матча, получив вторую жёлтую карточку. В домашнем матче сборной с Сан-Марино (9:0) выполнил прострел, после которого был забит первый гол, а также сделал голевую передачу и заработал пенальти. В гостевом матче с Шотландией (2:1) благодаря активным действиям Головина были забиты оба гола российской сборной. В домашнем матче против Казахстана (1:0) выполнил навес на Марио Фернандеса, забившего победный гол в концовке игры. В следующем матче благодаря четвёртому голу Головина за сборную и двум его голевым передачам сборная России обыграла сборную Шотландии (4:0), а Головин стал одним из лучших игроков матча. В матче против Кипра (5:0) отметился пятым голом за сборную и ещё одной голевой передачей. Победа в этом матче обеспечила сборной России выход на чемпионат Европы 2020. Из десяти матчей сборной России в отборочном цикле чемпионата Европы 2020 года Головин принял участие в восьми.
Участник чемпионата Европы по футболу 2020, прошедшего в 2021 году. Принял участие во всех трёх матчах сборной России на турнире.
В 2023 году впервые за два года получил вызов в сборную России на матчи с Ираном и Ираком, однако из-за травмы Головин не смог приехать на сборы национальной команды. В ноябре 2023 года принял участие в товарищеском матче против сборной Кубы (8:0), в котором забил гол и отдал голевую передачу.

## Достижения

### Командные
ЦСКА
- Чемпион России: 2015/16
- Серебряный призёр чемпионата России (3): 2014/15, 2016/17, 2017/18

Монако
- Серебряный призёр чемпионата Франции: 2023/24
- Финалист Кубка Франции: 2020/2021

Сборная России (до 17 лет)
- Победитель чемпионата Европы среди юношей (до 17 лет): 2013

Сборная России (до 19 лет) 
- Серебряный призёр чемпионата Европы среди юношей (до 19 лет): 2015

### Личные
- Почётная грамота Президента Российской Федерации (27 июля 2018 года) — за большой вклад в развитие отечественного футбола и высокие спортивные достижения[74]
- В списках 33 лучших футболистов чемпионата России (2): № 1 (2017/18); № 3 (2016/17)
- Лучший молодой игрок чемпионата России: 2015/16[75]
- Лучший молодой футболист России: 2016 (национальная премия «Первая пятёрка»)
- Лучший игрок года: 2023, 2024 («Спорт-Экспресс», РФС, РПЛ)
- Лучший игрок сезона в ЦСКА по мнению болельщиков команды: 2017/18[76]
- Лучший игрок сезона в «Монако» по мнению болельщиков команды: 2023/24[77]
- Лучший игрок месяца в «Монако» по мнению болельщиков (4): сентябрь 2023, октябрь 2023, ноябрь 2023[78], март 2024[79]
- Вошёл в символическую сборную года Лиги 1 по версии L’Équipe: 2023[80]

## Статистика выступлений

### Клубная
| Выступление      | Выступление      | Выступление      | Лига | Лига | Кубки | Кубки | Суперкубок | Суперкубок | Еврокубки | Еврокубки | Итого | Итого |
| Клуб             | Лига             | Сезон            | Игры | Голы | Игры  | Голы  | Игры       | Голы       | Игры      | Голы      | Игры  | Голы  |
| ---------------- | ---------------- | ---------------- | ---- | ---- | ----- | ----- | ---------- | ---------- | --------- | --------- | ----- | ----- |
| ЦСКА (Москва)    | Премьер-лига     | 2014/15          | 7    | 0    | 3     | 0     | 0          | 0          | 0         | 0         | 10    | 0     |
| ЦСКА (Москва)    | Премьер-лига     | 2015/16          | 17   | 1    | 4     | 2     | —          | —          | 2         | 0         | 23    | 3     |
| ЦСКА (Москва)    | Премьер-лига     | 2016/17          | 30   | 3    | 0     | 0     | 1          | 0          | 6         | 0         | 37    | 3     |
| ЦСКА (Москва)    | Премьер-лига     | 2017/18          | 27   | 5    | 1     | 0     | —          | —          | 15        | 2         | 43    | 7     |
| ЦСКА (Москва)    | Итого            | Итого            | 81   | 9    | 8     | 2     | 1          | 0          | 23        | 2         | 113   | 13    |
| Монако           | Лига 1           | 2018/19          | 30   | 3    | 2     | 1     | 0          | 0          | 3         | 0         | 35    | 4     |
| Монако           | Лига 1           | 2019/20          | 25   | 3    | 5     | 0     | —          | —          | —         | —         | 30    | 3     |
| Монако           | Лига 1           | 2020/21          | 21   | 5    | 5     | 1     | —          | —          | —         | —         | 26    | 6     |
| Монако           | Лига 1           | 2021/22          | 27   | 3    | 2     | 0     | —          | —          | 11        | 1         | 40    | 4     |
| Монако           | Лига 1           | 2022/23          | 34   | 8    | 1     | 0     | —          | —          | 10        | 0         | 45    | 8     |
| Монако           | Лига 1           | 2023/24          | 25   | 6    | 2     | 0     | —          | —          | —         | —         | 27    | 6     |
| Монако           | Лига 1           | 2024/25          | 19   | 3    | 0     | 0     | 1          | 0          | 9         | 0         | 29    | 3     |
| Монако           | Лига 1           | 2025/26          | 1    | 0    | 0     | 0     | —          | —          | 0         | 0         | 1     | 0     |
| Монако           | Итого            | Итого            | 182  | 31   | 17    | 2     | 1          | 0          | 33        | 1         | 233   | 34    |
| Всего за карьеру | Всего за карьеру | Всего за карьеру | 263  | 40   | 25    | 4     | 2          | 0          | 56        | 3         | 346   | 47    |

### Матчи за сборную
| Матчи и голы Александра Головина за национальную сборную России | Матчи и голы Александра Головина за национальную сборную России | Матчи и голы Александра Головина за национальную сборную России | Матчи и голы Александра Головина за национальную сборную России | Матчи и голы Александра Головина за национальную сборную России | Матчи и голы Александра Головина за национальную сборную России |
| №                                                               | Дата                                                            | Оппонент                                                        | Счёт                                                            | Голы                                                            | Соревнование                                                    |
| --------------------------------------------------------------- | --------------------------------------------------------------- | --------------------------------------------------------------- | --------------------------------------------------------------- | --------------------------------------------------------------- | --------------------------------------------------------------- |
| 1                                                               | 7 июня 2015                                                     | Беларусь                                                        | 4:2                                                             | 77′                                                             | Товарищеский матч                                               |
| 2                                                               | 26 марта 2016                                                   | Литва                                                           | 3:0                                                             | 61′                                                             | Товарищеский матч                                               |
| 3                                                               | 29 марта 2016                                                   | Франция                                                         | 2:4                                                             |                                                                 | Товарищеский матч                                               |
| 4                                                               | 1 июня 2016                                                     | Чехия                                                           | 1:2                                                             |                                                                 | Товарищеский матч                                               |
| 5                                                               | 5 июня 2016                                                     | Сербия                                                          | 1:1                                                             |                                                                 | Товарищеский матч                                               |
| 6                                                               | 11 июня 2016                                                    | Англия                                                          | 1:1                                                             |                                                                 | Финальные матчи ЧЕ-2016                                         |
| 7                                                               | 15 июня 2016                                                    | Словакия                                                        | 1:2                                                             |                                                                 | Финальные матчи ЧЕ-2016                                         |
| 8                                                               | 20 июня 2016                                                    | Уэльс                                                           | 0:3                                                             |                                                                 | Финальные матчи ЧЕ-2016                                         |
| 9                                                               | 24 марта 2017                                                   | Кот-д’Ивуар                                                     | 0:2                                                             |                                                                 | Товарищеский матч                                               |
| 10                                                              | 28 марта 2017                                                   | Бельгия                                                         | 3:3                                                             |                                                                 | Товарищеский матч                                               |
| 11                                                              | 5 июня 2017                                                     | Венгрия                                                         | 3:0                                                             |                                                                 | Товарищеский матч                                               |
| 12                                                              | 9 июня 2017                                                     | Чили                                                            | 1:1                                                             |                                                                 | Товарищеский матч                                               |
| 13                                                              | 17 июня 2017                                                    | Новая Зеландия                                                  | 2:0                                                             |                                                                 | Кубок Конфедераций 2017                                         |
| 14                                                              | 21 июня 2017                                                    | Португалия                                                      | 0:1                                                             |                                                                 | Кубок Конфедераций 2017                                         |
| 15                                                              | 24 июня 2017                                                    | Мексика                                                         | 1:2                                                             |                                                                 | Кубок Конфедераций 2017                                         |
| 16                                                              | 23 марта 2018                                                   | Бразилия                                                        | 0:3                                                             |                                                                 | Товарищеский матч                                               |
| 17                                                              | 27 марта 2018                                                   | Франция                                                         | 1:3                                                             |                                                                 | Товарищеский матч                                               |
| 18                                                              | 30 мая 2018                                                     | Австрия                                                         | 0:1                                                             |                                                                 | Товарищеский матч                                               |
| 19                                                              | 5 июня 2018                                                     | Турция                                                          | 1:1                                                             |                                                                 | Товарищеский матч                                               |
| 20                                                              | 14 июня 2018                                                    | Саудовская Аравия                                               | 5:0                                                             | 90+5′                                                           | Финальные матчи ЧМ-2018                                         |
| 21                                                              | 19 июня 2018                                                    | Египет                                                          | 3:1                                                             |                                                                 | Финальные матчи ЧМ-2018                                         |
| 22                                                              | 1 июля 2018                                                     | Испания                                                         | 1:1 (4:3 пен.)                                                  |                                                                 | Финальные матчи ЧМ-2018                                         |
| 23                                                              | 7 июля 2018                                                     | Хорватия                                                        | 2:2 (3:4 пен.)                                                  |                                                                 | Финальные матчи ЧМ-2018                                         |
| 24                                                              | 11 октября 2018                                                 | Швеция                                                          | 0:0                                                             |                                                                 | Лига наций 2018/19                                              |
| 25                                                              | 14 октября 2018                                                 | Турция                                                          | 2:0                                                             |                                                                 | Лига наций 2018/19                                              |
| 26                                                              | 21 марта 2019                                                   | Бельгия                                                         | 1:3                                                             |                                                                 | Отборочные матчи ЧЕ-2020                                        |
| 27                                                              | 8 июня 2019                                                     | Сан-Марино                                                      | 9:0                                                             |                                                                 | Отборочные матчи ЧЕ-2020                                        |
| 28                                                              | 11 июня 2019                                                    | Кипр                                                            | 1:0                                                             |                                                                 | Отборочные матчи ЧЕ-2020                                        |
| 29                                                              | 6 сентября 2019                                                 | Шотландия                                                       | 2:1                                                             |                                                                 | Отборочные матчи ЧЕ-2020                                        |
| 30                                                              | 9 сентября 2019                                                 | Казахстан                                                       | 1:0                                                             |                                                                 | Отборочные матчи ЧЕ-2020                                        |
| 31                                                              | 10 октября 2019                                                 | Шотландия                                                       | 4:0                                                             | 84′                                                             | Отборочные матчи ЧЕ-2020                                        |
| 32                                                              | 13 октября 2019                                                 | Кипр                                                            | 5:0                                                             | 89′                                                             | Отборочные матчи ЧЕ-2020                                        |
| 33                                                              | 19 ноября 2019                                                  | Сан-Марино                                                      | 5:0                                                             |                                                                 | Отборочные матчи ЧЕ-2020                                        |
| 34                                                              | 24 марта 2021                                                   | Мальта                                                          | 3:1                                                             |                                                                 | Отборочные матчи ЧМ-2022                                        |
| 35                                                              | 27 марта 2021                                                   | Словения                                                        | 2:1                                                             |                                                                 | Отборочные матчи ЧМ-2022                                        |
| 36                                                              | 30 марта 2021                                                   | Словакия                                                        | 1:2                                                             |                                                                 | Отборочные матчи ЧМ-2022                                        |
| 37                                                              | 1 июня 2021                                                     | Польша                                                          | 1:1                                                             |                                                                 | Товарищеский матч                                               |
| 38                                                              | 5 июня 2021                                                     | Болгария                                                        | 1:0                                                             |                                                                 | Товарищеский матч                                               |
| 39                                                              | 12 июня 2021                                                    | Бельгия                                                         | 0:3                                                             |                                                                 | Финальные матчи ЧЕ-2020                                         |
| 40                                                              | 16 июня 2021                                                    | Финляндия                                                       | 1:0                                                             |                                                                 | Финальные матчи ЧЕ-2020                                         |
| 41                                                              | 21 июня 2021                                                    | Дания                                                           | 1:4                                                             |                                                                 | Финальные матчи ЧЕ-2020                                         |
| 42                                                              | 1 сентября 2021                                                 | Хорватия                                                        | 0:0                                                             |                                                                 | Отборочные матчи ЧМ-2022                                        |
| 43                                                              | 4 сентября 2021                                                 | Кипр                                                            | 2:0                                                             |                                                                 | Отборочные матчи ЧМ-2022                                        |
| 44                                                              | 11 ноября 2021                                                  | Кипр                                                            | 6:0                                                             |                                                                 | Отборочные матчи ЧМ-2022                                        |
| 45                                                              | 14 ноября 2021                                                  | Хорватия                                                        | 0:1                                                             |                                                                 | Отборочные матчи ЧМ-2022                                        |
| н/о                                                             | 12 сентября 2023                                                | Катар                                                           | 1:1                                                             |                                                                 | Товарищеский матч                                               |
| 46                                                              | 20 ноября 2023                                                  | Куба                                                            | 8:0                                                             | 30′                                                             | Товарищеский матч                                               |
| 47                                                              | 21 марта 2024                                                   | Сербия                                                          | 4:0                                                             |                                                                 | Товарищеский матч                                               |

Итого: 47 матчей и 6 голов; 23 победы, 8 ничьих, 16 поражений.